# Around the World (singel Red Hot Chili Peppers)
Around the World – drugi singel pochodzący z albumu Californication amerykańskiego zespołu Red Hot Chili Peppers. Charakterystyczne jest w piosence występowanie riffu basowego.

## Lista utworów
Around The World Single CD1
1. "Around the World" (Album Version) – 3:58
2. "Parallel Universe" (Demo) – 5:33
3. "Teatro Jam" (Previously Unreleased) – 3:06

Around The World Single CD2
1. "Around the World" (Album Version) – 3:59
2. "Me & My Friends" (Live) – 3:08
3. "Yertle Trilogy" (Live) – 7:10